# John Herbert
John Herbert Buckup (São Paulo, 17 de maio de 1929 – São Paulo, 26 de janeiro de 2011) foi um ator, diretor e produtor brasileiro. Em alguns trabalhos, foi creditado como Johnny Herbert.

## Biografia

John Herbert em “Alô Doçura”

Descendente de franceses pelo lado paterno, de ingleses pelo materno e de alemães por ambos os lados, Herbert chegou a se formar em Direito e trabalhar no Departamento de Patentes de uma grande empresa, mas, após seis meses, desistiu e voltou para a carreira de ator.
Foi casado com a atriz Eva Wilma, de 1955 a 1976, e ambos são pais da também atriz, Vivian Buckup, nascida em 1956 e de John Herbert Junior (o Johnnie) nascido em 1958. Com Eva Wilma, fez grande sucesso na televisão brasileira nos anos 1950 e 60, com o seriado Alô Doçura.
Em 20 de maio de 1978, o ator casou-se com Claudia Librach, fisioterapeuta e atriz, e ficaram 32 anos casados, até o seu falecimento, com quem teve dois filhos: Ricardo, nascido em 1979, empresário da área de eventos, e Eduardo, nascido em 1983, administrador de empresas e apaixonado pelo Palmeiras como o pai.
Outros personagens marcaram a carreira do ator na TV, em novelas e minisséries da Rede Globo e TV Tupi, como O Machão, O Profeta, Plumas e Paetês, Vereda Tropical, Que Rei Sou Eu?, Perigosas Peruas, A Viagem, O Quinto dos Infernos, Cabocla e Sinhá Moça, tendo como um de seus últimos trabalhos o seriado Faça sua História, ao lado de Vladimir Brichta e Paulo Ascenção.
No cinema, foram mais de 60 filmes, contracenando com atores, como Oscarito, Paulo Autran, Grande Otelo, Jardel Filho e Cacilda Becker.
Herbert, que sofria de enfisema pulmonar, morreu em São Paulo no dia 26 de janeiro de 2011, aos 81 anos.

## Carreira

Eva Wilma, Jardel Filho e John Herbert na peça teatral “Boeing-Boing”, 1963. Arquivo Nacional

### Televisão

#### Atuação
Telenovelas
| Ano     | Título                           | Papel                                 |
| ------- | -------------------------------- | ------------------------------------- |
| 2008    | Três Irmãs                       | Excelência Gutierrez / Tubarão Branco |
| 2007    | Sete Pecados                     | Schmidt                               |
| 2007    | O Profeta                        | Rodrigo César                         |
| 2006    | Sinhá Moça                       | Viriato                               |
| 2005    | Malhação                         | Horácio                               |
| 2004    | Cabocla                          | Vigário Gabriel                       |
| 2002    | Esperança                        | Jonathan                              |
| 2000    | Uga Uga                          | Veludo Herrera                        |
| 1999    | Tiro e Queda                     | Raul                                  |
| 1998    | Serras Azuis                     | Faria                                 |
| 1998    | Por Amor                         | Durval (participação especial)        |
| 1995/97 | Malhação                         | Nabuco                                |
| 1994    | A Viagem                         | Agenor Barbosa                        |
| 1993    | O Mapa da Mina                   | Wagner Amaral                         |
| 1992    | Perigosas Peruas                 | Cervantes                             |
| 1991    | O Dono do Mundo                  | Hernandez                             |
| 1990    | Lua Cheia de Amor                | Urbano                                |
| 1989    | Cortina de Vidro                 | Felipe                                |
| 1989    | Que Rei Sou Eu?                  | Bidet Lambert                         |
| 1986    | Mania de Querer                  | Jonas                                 |
| 1984    | Caso Verdade, Esperança          | Artur                                 |
| 1984    | Vereda Tropical                  | Vilela                                |
| 1982    | O Homem Proibido                 | Alberto                               |
| 1982    | Campeão                          | Nóbrega                               |
| 1982    | Os Imigrantes - Terceira Geração | Ramon                                 |
| 1982    | O Pátio das Donzelas             |                                       |
| 1980    | Plumas e Paetês                  | Márcio                                |
| 1980    | Água-Viva                        | Jaime                                 |
| 1979    | Gaivotas                         | Henrique                              |
| 1978    | Aritana                          | Danilo                                |
| 1977    | O Profeta                        | Heitor                                |
| 1976    | Sossega Leão                     |                                       |
| 1975    | O Sheik de Ipanema               | Dino                                  |
| 1974    | O Machão                         | Mário Maluco                          |
| 1973    | Divinas & Maravilhosas           | Hélio                                 |
| 1972    | A Revolta dos Anjos              |                                       |
| 1969    | Confissões de Penélope           |                                       |
| 1967    | Sublime Amor                     | Eduardo                               |
| 1965    | Ana Maria, Meu Amor              |                                       |
| 1965    | Fatalidade                       |                                       |
| 1965    | Comédia Carioca                  | Tom                                   |
| 1964    | Prisioneiro de um Sonho          | Rodrigo                               |
| 1957    | O Pequeno Lorde                  | Capitão Cedric                        |
| 1956    | Pollyana                         | John Pendlenton                       |

Minisséries
| Ano  | Título                | Papel     |
| ---- | --------------------- | --------- |
| 2004 | Um Só Coração         | ele mesmo |
| 2002 | O Quinto dos Infernos | Lobato    |
| 1999 | Chiquinha Gonzaga     | Peixoto   |
| 1986 | Anos Dourados         | coronel   |
| 1982 | Quem Ama Não Mata     | Martinho  |

Seriados
| Ano  | Título                                      | Papel          |
| ---- | ------------------------------------------- | -------------- |
| 2008 | Casos e Acasos                              | padre          |
| 2008 | Faça sua História                           | Mariozinho     |
| 2000 | Sai de Baixo (episódio A Noite do Bacalhau) | Eurico         |
| 1975 | Senhoras e Senhores                         | Esposo correto |
| 1967 | A de Amor                                   |                |
| 1954 | Alô, Doçura!                                |                |

#### Direção
| Ano  | Título           | Papel  |
| ---- | ---------------- | ------ |
| 1989 | Cortina de Vidro | Filipe |

### Cinema

#### Atuação
| Ano  | Título                                         | Personagem                 | Notas                                                    |
| ---- | ---------------------------------------------- | -------------------------- | -------------------------------------------------------- |
| 1953 | Uma Pulga na Balança                           | Alberto                    |                                                          |
| 1954 | A Outra Face do Homem                          | Jovem fazendeiro           |                                                          |
| 1954 | Candinho                                       | Quincas                    |                                                          |
| 1954 | Floradas na Serra                              | Flávio                     |                                                          |
| 1954 | Matar ou Correr                                | Bill                       |                                                          |
| 1954 | O petróleo é nosso                             | Sílvio, filho de Guimarães |                                                          |
| 1957 | Dioguinho                                      | Joãozinho                  | [ 4 ]                                                    |
| 1957 | Love Slaves of the Amazons                     | Atendente do Hotel         |                                                          |
| 1957 | Rio Fantasia                                   | Carlos                     |                                                          |
| 1958 | A Grande Vedete                                | Paulo                      |                                                          |
| 1958 | Alegria de Viver                               | Gilberto                   |                                                          |
| 1958 | E o Espetáculo Continua                        | Renato                     |                                                          |
| 1959 | Maria 38                                       | Chico                      |                                                          |
| 1961 | Girl in Room 13                                | Johnny                     |                                                          |
| 1961 | Por um Céu de Liberdade                        | —                          |                                                          |
| 1962 | Assassinato em Copacabana                      | Humberto                   |                                                          |
| 1962 | Copacabana Palace                              | Homem no carnaval          |                                                          |
| 1963 | Gimba, Presidente dos Valentes                 | Repórter                   |                                                          |
| 1964 | Der Satan mit den Roten Haaren                 | —                          |                                                          |
| 1966 | As Cariocas                                    | Cid                        |                                                          |
| 1966 | Toda Donzela Tem um Pai que É uma Fera         | Porfírio                   |                                                          |
| 1967 | O Caso dos Irmãos Naves                        | Advogado de defesa         |                                                          |
| 1968 | Bebel, Garota Propaganda                       | Marcos                     |                                                          |
| 1969 | Corisco, o Diabo Loiro                         | Bem-te-vi                  |                                                          |
| 1969 | Helga und die Männer - Die Sexuelle Revolution | Carlos                     |                                                          |
| 1969 | O Cangaceiro Sanguinário                       | Cisso                      |                                                          |
| 1970 | A Arte de Amar Bem                             | Iseu                       | Episódio: "A Garçonière de meu Marido"                   |
| 1970 | Cleo e Daniel                                  | Rudolf Fluegel             |                                                          |
| 1970 | Em Cada Coração, um Punhal                     | Campônio/Romeu             | Episódios: "Transplante de Mãe" e "O Filho da Televisão" |
| 1970 | O Palácio dos Anjos                            | Carlos Eduardo             |                                                          |
| 1971 | A Guerra dos Pelados                           | —                          |                                                          |
| 1971 | O Capitão Bandeira contra o Dr. Moura Brasil   | sócio Ney                  |                                                          |
| 1973 | A Super Fêmea                                  | Leão Maia                  |                                                          |
| 1973 | Nem Santa, nem Donzela                         | —                          |                                                          |
| 1974 | As Delícias da Vida                            | Esteves                    |                                                          |
| 1975 | Cada um Dá o que Tem                           | Otávio                     | Episódio:"Cartão de Crédito"                             |
| 1975 | O Sexo Mora ao Lado                            | João                       |                                                          |
| 1976 | Já Não se Faz Amor Como Antigamente            | Macedo/Álvaro              | Episódios: "O Noivo" e "A Flor de Lys"                   |
| 1976 | O Quarto da Viúva                              | Mauro                      |                                                          |
| 1978 | A Santa Donzela                                | Armando                    |                                                          |
| 1978 | Meus Homens, Meus Amores                       | Wilson                     |                                                          |
| 1979 | O Caçador de Esmeraldas                        | Armeiro                    |                                                          |
| 1980 | Ariella                                        | Diogo                      |                                                          |
| 1980 | O Inseto do Amor                               | Moura, aristocrata         |                                                          |
| 1981 | Bacanal                                        | —                          |                                                          |
| 1981 | O Gosto do Pecado                              | Enéas                      |                                                          |
| 1981 | O Torturador                                   | Coronel                    |                                                          |
| 1982 | Amor de Perversão                              | Dr. Queirós                |                                                          |
| 1982 | Retrato Falado de uma Mulher Sem Pudor         | Johnny Gravatinha          |                                                          |
| 1982 | Tessa, a Gata                                  | —                          |                                                          |
| 1983 | As Aventuras de Mário Fofoca                   | —                          |                                                          |
| 1983 | Deu Veado na Cabeça                            | Dr. Cícero                 |                                                          |
| 1984 | Jeitosa, um Assunto Muito Particular           | —                          |                                                          |
| 1985 | Made in Brazil                                 | —                          | Episódio: "Um Milagre Brasileiro"                        |
| 1985 | Os Bons Tempos Voltaram: Vamos Gozar Outra Vez | Fernando                   | Episódio: "Sábado Quente"                                |
| 1986 | As Sete Vampiras                               | Rogério                    |                                                          |
| 1987 | A Menina do Lado                               | Padrasto de Alice          |                                                          |
| 1991 | Per Sempre                                     | Médico                     |                                                          |
| 1998 | Drama Urbano                                   | —                          |                                                          |
| 1999 | A Hora Mágica                                  | Jorge                      |                                                          |
| 2005 | Do Mundo Não Se Leva Nada                      | Vendedor                   | Curta-metragem                                           |
| 2008 | Onde Andará Dulce Veiga?'                      | Apresentador de TV         |                                                          |

#### Direção
| Ano  | Título |
| ---- | --- |
| 1985 | Os Bons Tempos Voltaram: Vamos Gozar Outra Vez                                                                        |
| 1982 | Tessa, a Gata |
| 1980 | Ariella |
| 1976 | Já Não se Faz Amor Como Antigamente.... episódios "O Noivo" (protagonista e diretor), e "A Flor de Lis" (coadjuvante) |
| 1975 | Cada um Dá o que Tem.... episódio "Cartão de Crédito"                                                                 |

#### Produção
| Ano  | Título                                 |
| ---- | -------------------------------------- |
| 1976 | Já Não se Faz Amor Como Antigamente    |
| 1975 | Cada um Dá o que Tem                   |
| 1968 | Anuska, Manequim e Mulher              |
| 1966 | Toda Donzela Tem um Pai que É uma Fera |